# Aiguebelette-le-Lac
Pour les articles homonymes, voir Aiguebelette.
Aiguebelette-le-Lac est une commune française située dans le département de la Savoie, en région Auvergne-Rhône-Alpes.

## Géographie

### Situation

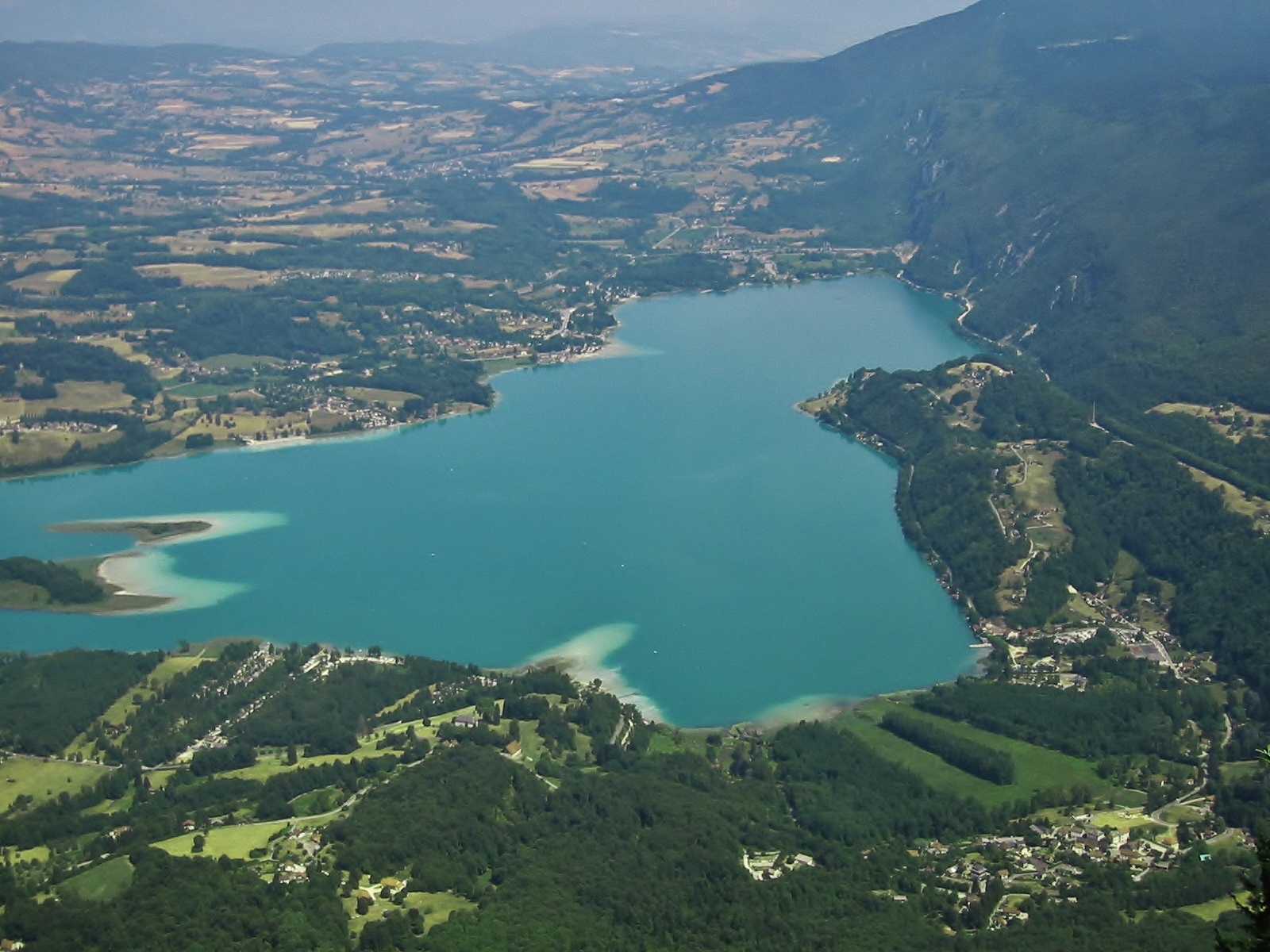
Vue de la commune en bas à droite, au sud-est du lac d'Aiguebelette, au pied de l'Épine.

Le village d'Aiguebelette-le-Lac se trouve à la pointe sud-est du lac d'Aiguebelette, au pied de la montagne de l'Épine.

### Communes limitrophes
Lépin-le-Lac et Nances.

### Climat
Pour des articles plus généraux, voir Climat d'Auvergne-Rhône-Alpes et Climat de la Savoie.
En 2010, le climat de la commune est de type climat de montagne, selon une étude du Centre national de la recherche scientifique s'appuyant sur une série de données couvrant la période 1971-2000. En 2020, Météo-France publie une typologie des climats de la France métropolitaine dans laquelle la commune est exposée à un climat de montagne ou de marges de montagne et est dans la région climatique Alpes du nord, caractérisée par une pluviométrie annuelle de 1 200 à 1 500 mm, irrégulièrement répartie en été.
Pour la période 1971-2000, la température annuelle moyenne est de 10,6 °C, avec une amplitude thermique annuelle de 18,5 °C. Le cumul annuel moyen de précipitations est de 1 305 mm, avec 10,9 jours de précipitations en janvier et 8,3 jours en juillet. Pour la période 1991-2020, la température moyenne annuelle observée sur la station météorologique de Météo-France la plus proche, « Novalaise », sur la commune de Novalaise à 7 km à vol d'oiseau, est de 10,9 °C et le cumul annuel moyen de précipitations est de 1 443,4 mm,. Pour l'avenir, les paramètres climatiques de la commune estimés pour 2050 selon différents scénarios d'émission de gaz à effet de serre sont consultables sur un site dédié publié par Météo-France en novembre 2022.

### Hydrographie
Le lac d'Aiguebelette borde la partie occidentale du territoire communal.

### Voies de communication et transports

#### Voies routières
Aiguebelette est desservie par les départementales D 39 vers le sud, D 921d vers l'est et vers le nord par la D 41, qui longe le lac. L'entrée ( 12 Lac d'Aiguebelette) sur l'autoroute A43 se trouve à 7 km au nord du village.

#### Pistes cyclables
La commune dispose de peu de pistes cyclables malgré sa fréquentation en période estivale par les vélos et coureurs à pied. Le tour du lac mesure environ 17 km.

#### Transport ferroviaire

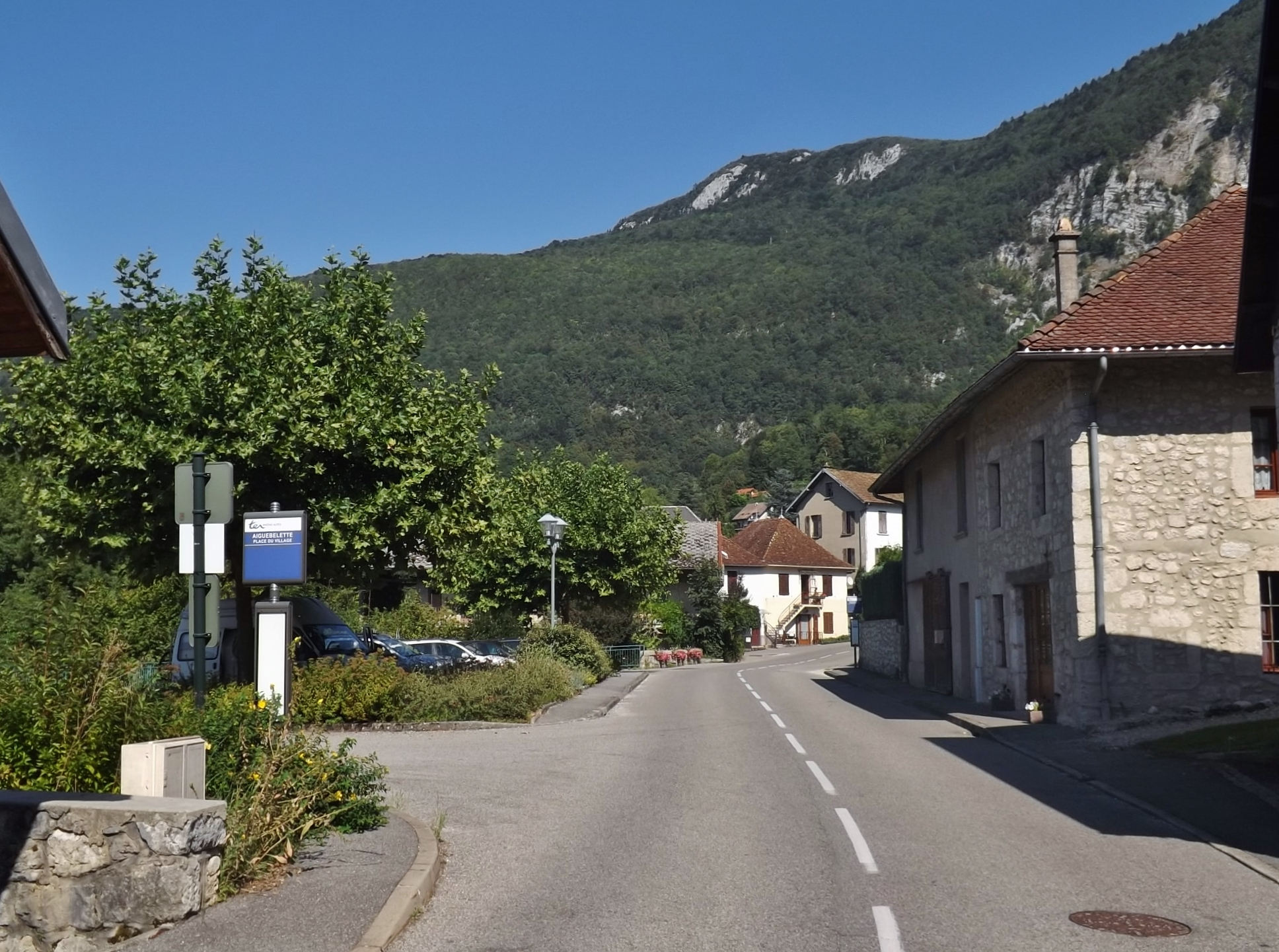
Arrêt d'autocars TER Rhône-Alpes.

La gare d'Aiguebelette-le-Lac est desservie par le service TER Rhône-Alpes. Ce service permet de rejoindre Chambéry en moins de 20 minutes et Lyon en une heure.

#### Transports en commun
En dehors d'un service de transport par autocar TER Rhône-Alpes entre Saint-André-le-Gaz et Chambéry, le transport en commun se limite au transport des scolaires par autocar, à partir de la commune voisine de Lépin-le-Lac.

#### Transports aériens
Aiguebelette se trouve à 20 minutes de l'aéroport de Chambéry - Savoie.

## Urbanisme

### Morphologie urbaine

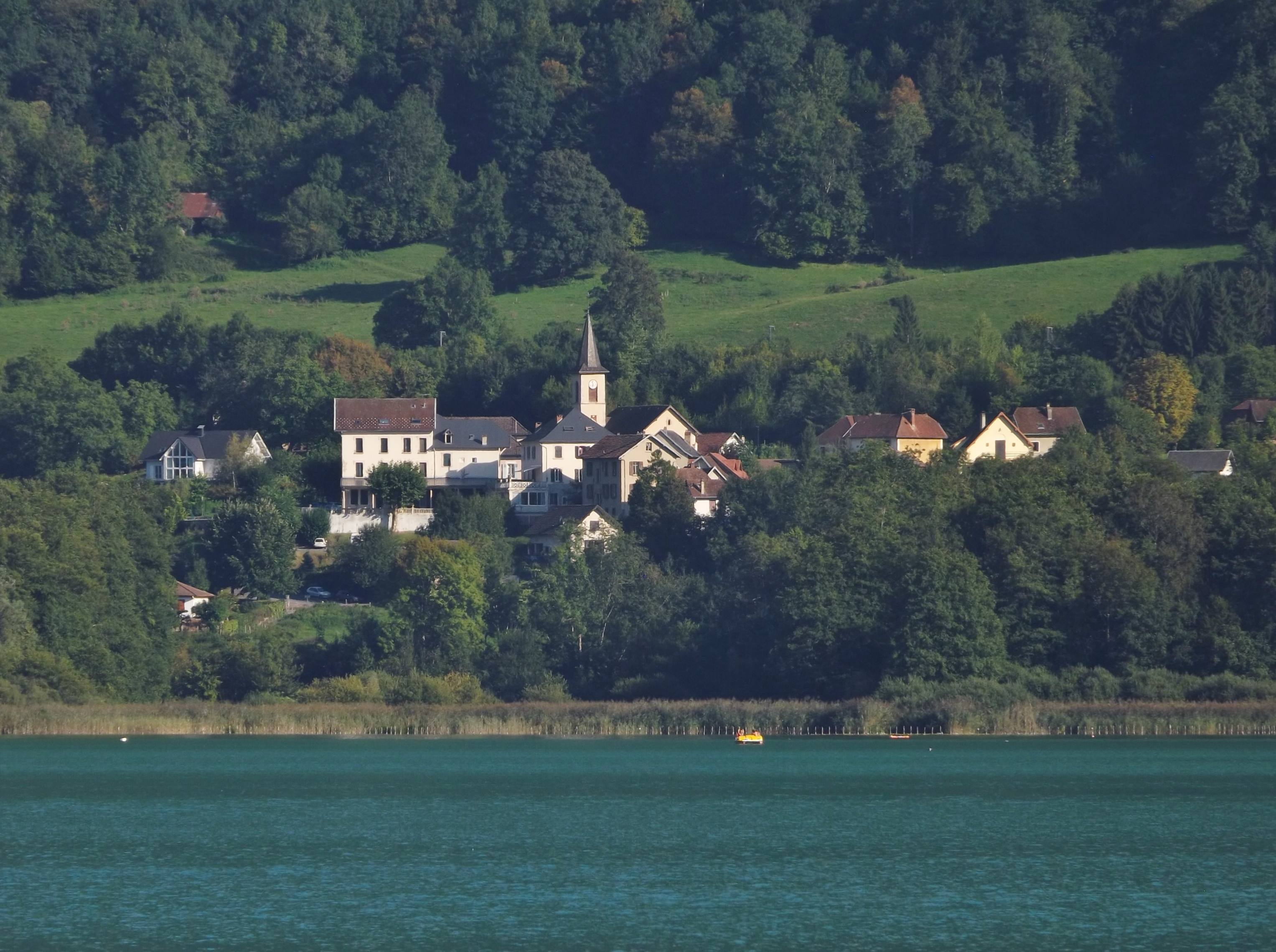
Chef-lieu village de la commune.

La commune d'Aiguebelette-le-Lac est principalement composée de résidences secondaires de types maisons individuelles.
Elle comporte une multimude de hameaux et de lieux-dits parmi lesquels : Les Allamans, Les Cambet, La Combe, La Girardière, Le Noyau, Les Prés, Le Port et Les Gustin.
S'ajoutent également des hameaux plus récents : le Bourg, le Boyat, Côte-Épine, les Combettes, le Cugnet, les Culées, le Fayet, Malacôte, le Sauget et le Platon.
Sur les Bois, le Crêt, les Michelon, la Moulaz et le Trollieu constituent pour leur part des hameaux ou lieux-dits disparus.

### Typologie
Au 1er janvier 2024, Aiguebelette-le-Lac est catégorisée commune rurale à habitat dispersé, selon la nouvelle grille communale de densité à sept niveaux définie par l'Insee en 2022.
Elle est située hors unité urbaine. Par ailleurs la commune fait partie de l'aire d'attraction de Chambéry, dont elle est une commune de la couronne,. Cette aire, qui regroupe 115 communes, est catégorisée dans les aires de 200 000 à moins de 700 000 habitants,.

### Occupation des sols
L'occupation des sols de la commune, telle qu'elle ressort de la base de données européenne d’occupation biophysique des sols Corine Land Cover (CLC), est marquée par l'importance des forêts et milieux semi-naturels (53,6 % en 2018), en diminution par rapport à 1990 (59,1 %). La répartition détaillée en 2018 est la suivante : forêts (53,6 %), eaux continentales (29,4 %), zones agricoles hétérogènes (13,5 %), zones urbanisées (3,5 %).

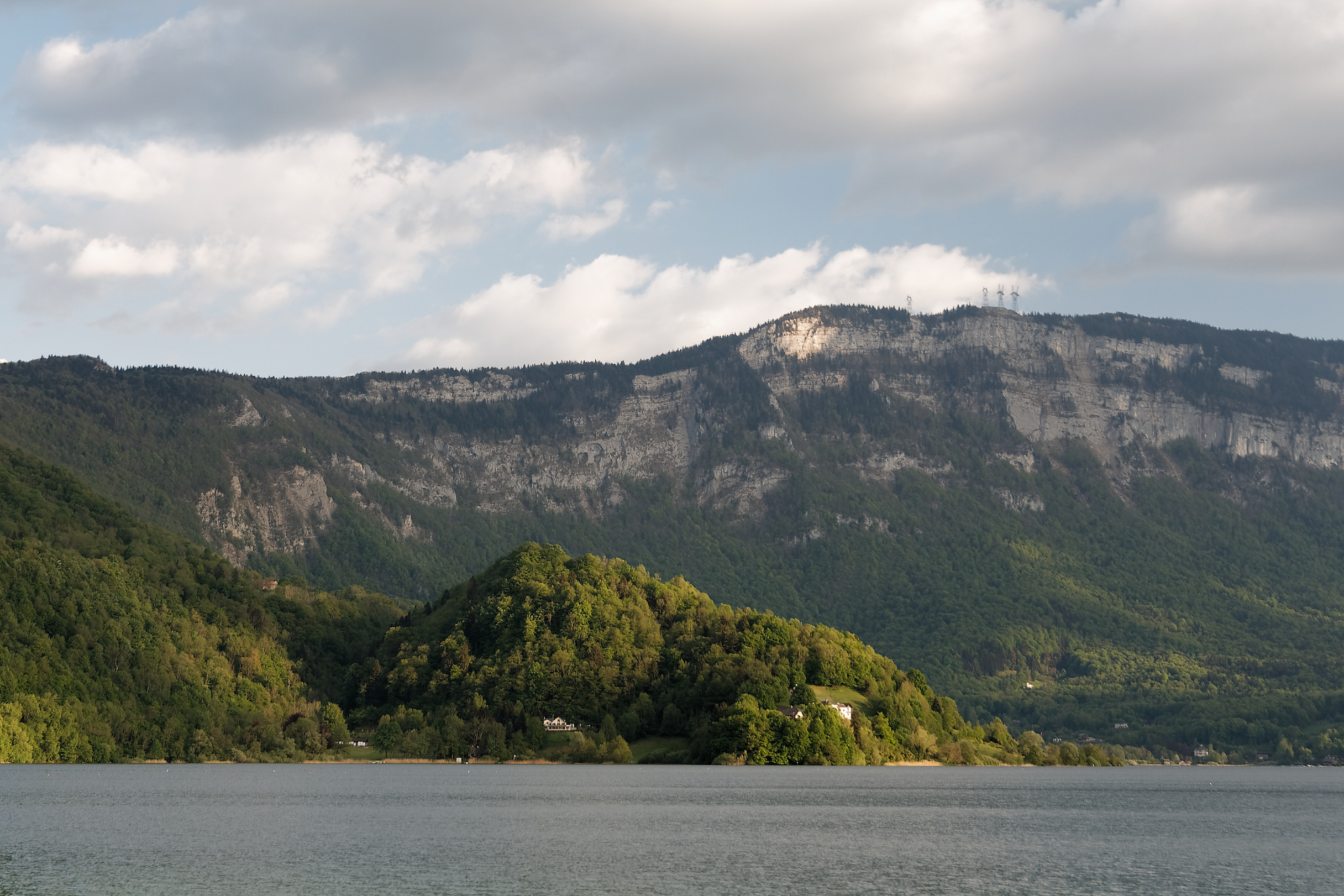
Lieux-dits la Combe et Boyat sur les rives du lac d'Aiguebelette.

L'IGN met par ailleurs à disposition un outil en ligne permettant de comparer l'évolution dans le temps de l'occupation des sols de la commune (ou de territoires à des échelles différentes). Plusieurs époques sont accessibles sous forme de cartes ou photos aériennes : la carte de Cassini (XVIIIe siècle), la carte d'état-major (1820-1866) et la période actuelle (1950 à aujourd'hui).

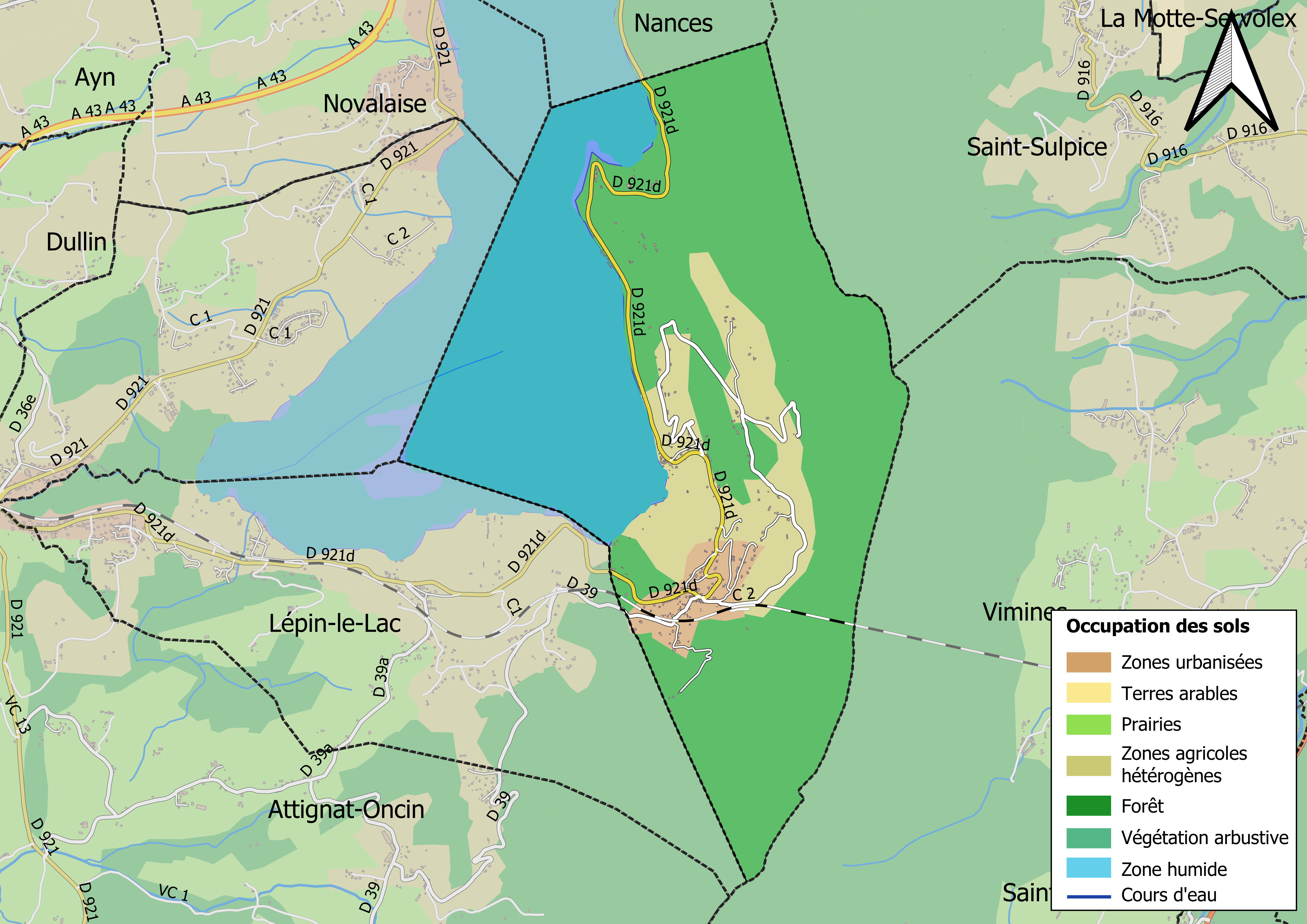
Carte des infrastructures et de l'occupation des sols en 2018 (CLC) de la commune.
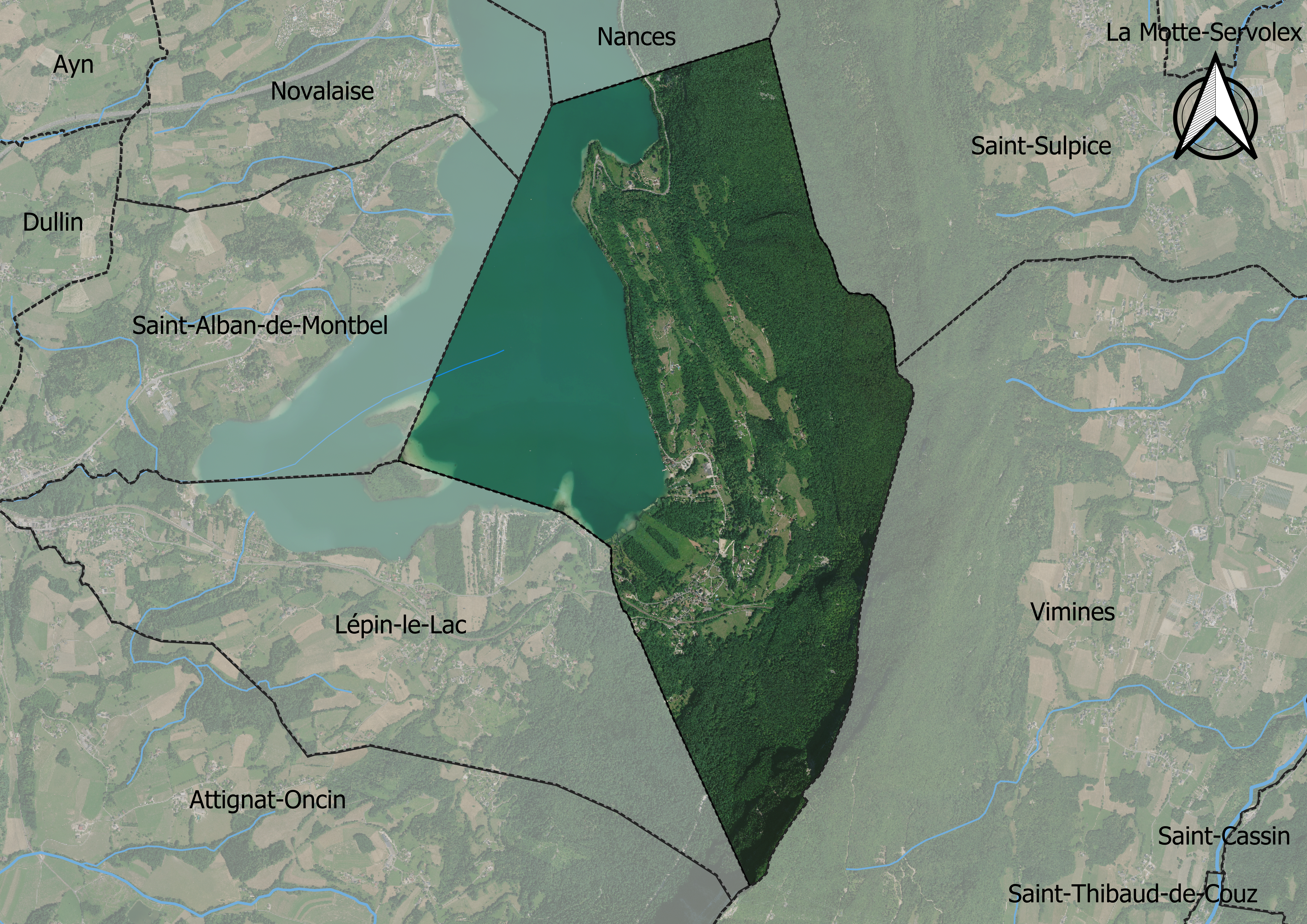
Carte orthophotogrammétrique de la commune.

## Toponymie
La paroisse est désignée par les toponymes suivants Monte Aquebellete en 1228, Aquabelleta au début du siècle suivant, puis selon l'évolution romane par La Kebelle au XIIIe siècle, ou encore La Guilleberie en 1480,,. Au cours du XVe siècle, on trouve également Aqua Bellecta, puis Oppidulum Aquabellictae au siècle d'après. Au XVIIIe siècle, les différentes formes suivantes sont mentionnées Aiguebellette, Aigue-Bellette, Aiguebelette, Ayguebelette. La forme Aiguebelette s'affirme jusqu'au décret du 2 mars 1929, où on associe désormais à la commune le syntagme « -le-Lac »,,,.
Le nom du bourg provient de l'hydronyme du lac voisin,.
Aiguebelette est un toponyme se composant du préfixe aigue- et du français belle. Il provient du latin Carbonaria, puis Aqua Bella, l'« eau belle » ou « la belle eau »,. Le suffixe -ette ajoute la notion de diminutif, et de petite taille, ce qui conduit à une traduction de « belle petite eau ».
En francoprovençal, le nom de la commune s'écrit Egablètta, selon la graphie de Conflans ou encore Égouabelèta.

## Histoire

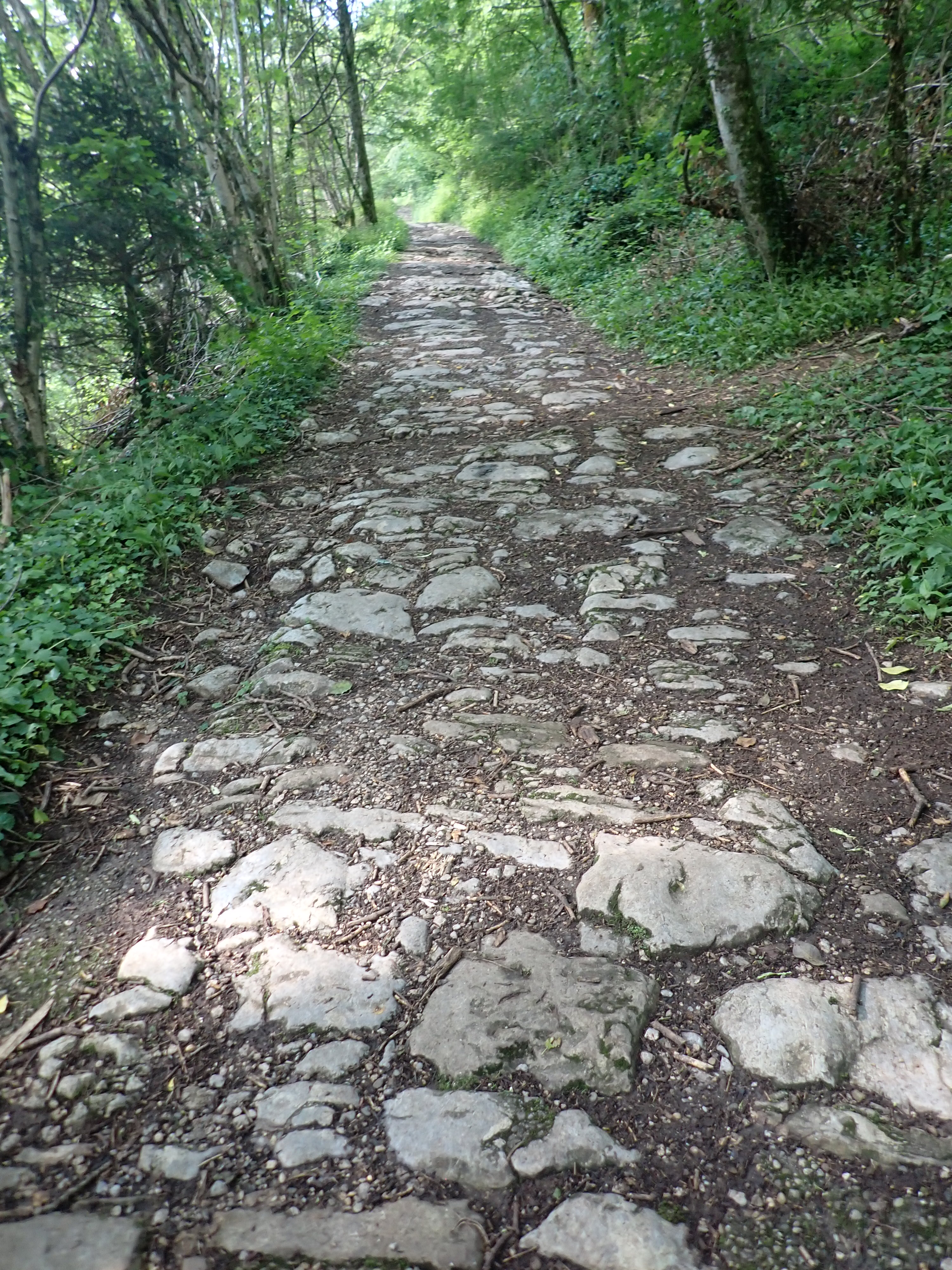
Voie romaine montant au col du Crucifix.

Depuis l'antiquité, la voie romaine, dite voie de l'Épine, partait d'Aiguebelette pour rejoindre le col du Crucifix et le col St Michel. Elle faisait partie d'un ensemble de routes sur l'itinéraire Lyon-Chambéry. François Ier serait passé par cette voie en 1516. La chaussée actuelle a été remaniée par les Sardes et date du XVIIIe siècle.
Au cours de la période d'occupation du duché de Savoie par les troupes révolutionnaires françaises, à la suite du rattachement de 1792, la commune appartient au canton de Pont-de-Beauvoisin, au sein du département du Mont-Blanc.
Durant la Seconde Guerre mondiale, dans le cadre de la politique du gouvernement de Vichy concernant les Juifs étrangers en zone non occupée, en avril 1942, des familles juives étrangères ont été assignées à résidence dans les structures hôtelières situées autour du lac d'Aiguebelette : 37 personnes à Aiguebelette et 3 à Saint-Alban de Montbel. Ces familles furent concernées par la Rafle du 26 août 1942  organisée par le gouvernement de Vichy dans le cadre de négociations avec les autorités allemandes menées à la fin du mois de juin et du début de mois de juillet. 16 Juifs assignés à résidence sur les communes d’Aiguebelette, Lépin et Saint-Alban-de-Montbel furent embarquées dans des autocars, dirigées sur le camp de Ruffieux, puis sur le Camp de Vénissieux. Dans la nuit du 28 au 29 août, les quatre petites filles d’Aiguebelette furent sauvées de la déportation à Drancy puis à Auschwitz par une opération conjointe de l’OSE, des EIF et des  Amitiés Chrétiennes.

## Politique et administration

### Tendances Politiques
Politiquement,  Aiguebelette-le-Lac reste marquée par une tendance à voter à droite.
|                                   | 1er score | 1er score                                         | 2e score | 2e score                                                | Participation |
| Élections municipales de 2020     |           | 95,27 % pour Francis Mallein (SE)                 |          | 92,56 % pour Hervé Martinet (SE)                        | 69,16 %       |
| Élections départementales de 2021 |           | 56,98 % pour Gilbert Guigue et Corine Wolff (DVD) |          | 43,02 % pour Brigitte Bienassis et Alain Careglio (DVG) | 34,91 %       |
| Élections régionales de 2021      |           | 53,57 % pour Laurent Wauquiez (UD)                |          | 38,10 % pour Fabienne Grebert (UG)                      | 41,78 %       |
| Élections européennes de 2024     |           | 24,38 % pour Jordan Bardella (FN)                 |          | 20,00 % pour Raphaël Glucksmann (UG)                    | 65,57 %       |
| Élections législatives de 2022    |           | 55,14 % pour Marina Ferrari (ENS)                 |          | 44,85 % pour Christel Granata (NUP)                     | 60,58 %       |
| Élection présidentielle de 2022   |           | 66,84 % pour Emmanuel Macron (LREM)               |          | 33,16 % pour Marine Le Pen (RN)                         | 84,58 %       |

### Administration municipale

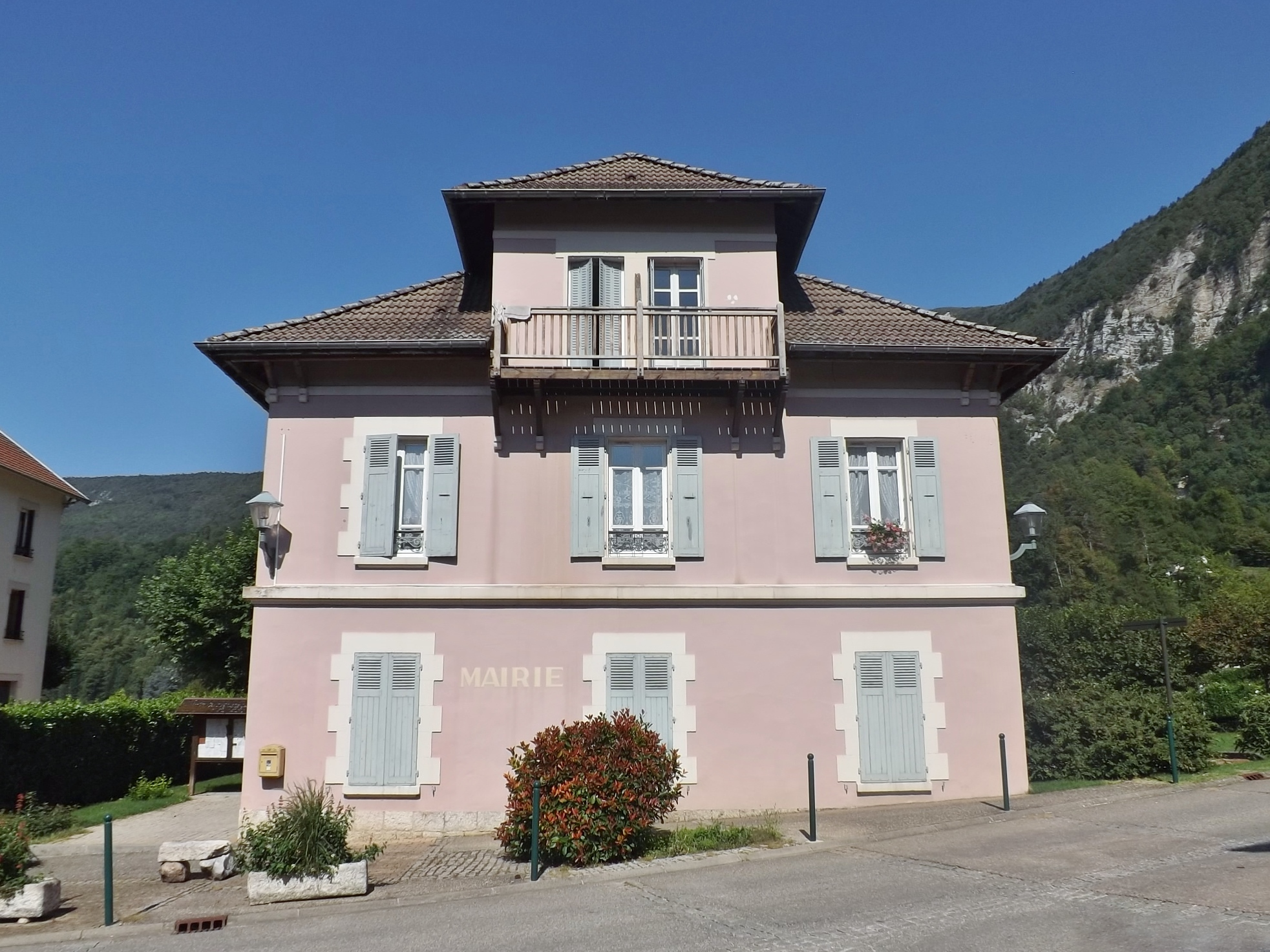
Mairie de la commune.

Le conseil municipal d'Aiguebelette-le-Lac se compose de 10 conseillers municipaux autour du maire.
Ci-dessous le partage des sièges au sein du conseil municipal :

### Liste des maires
| Période                                  | Période                | Identité         | Étiquette | Qualité |
| ---------------------------------------- | ---------------------- | ---------------- | --------- | ------- |
| Les données manquantes sont à compléter. |                        |                  |           |         |
| 2001                                     | 2014                   | Jeannine Cerceau |           |         |
| mars 2014                                | En cours (au mai 2025) | Claude Coutaz    |           |         |

### Instances judiciaires et administratives
Aiguebelette-le-Lac dispose sur son territoire d'une brigade de gendarmerie et d'un poste de pompiers.

### Politique environnementale
Afin de préserver la faune et la flore aquatique du lac d'Aiguebelette, les bateaux à moteurs thermiques sont interdits de navigation.

## Population et société
Ses habitants sont appelés les Gabellan(ne)s.

### Démographie

#### Évolution démographique
L'évolution du nombre d'habitants est connue à travers les recensements de la population effectués dans la commune depuis 1793. Pour les communes de moins de 10 000 habitants, une enquête de recensement portant sur toute la population est réalisée tous les cinq ans, les populations de référence des années intermédiaires étant quant à elles estimées par interpolation ou extrapolation. Pour la commune, le premier recensement exhaustif entrant dans le cadre du nouveau dispositif a été réalisé en 2007.

En 2022, la commune comptait 247 habitants, en évolution de +3,35 % par rapport à 2016 (Savoie : +3,63 %, France hors Mayotte : +2,11 %).
| 1793 | 1800 | 1806 | 1822 | 1838 | 1848 | 1858 | 1861 | 1866 |
| ---- | ---- | ---- | ---- | ---- | ---- | ---- | ---- | ---- |
| 333  | 297  | 398  | 420  | 413  | 384  | 291  | 314  | 312  |

| 1872 | 1876 | 1881 | 1886 | 1891 | 1896 | 1901 | 1906 | 1911 |
| ---- | ---- | ---- | ---- | ---- | ---- | ---- | ---- | ---- |
| 317  | 310  | 718  | 285  | 255  | 235  | 224  | 234  | 215  |

| 1921 | 1926 | 1931 | 1936 | 1946 | 1954 | 1962 | 1968 | 1975 |
| ---- | ---- | ---- | ---- | ---- | ---- | ---- | ---- | ---- |
| 173  | 166  | 201  | 133  | 177  | 142  | 122  | 122  | 138  |

| 1982 | 1990 | 1999 | 2006 | 2007 | 2012 | 2017 | 2022 | - |
| ---- | ---- | ---- | ---- | ---- | ---- | ---- | ---- | - |
| 149  | 170  | 191  | 220  | 224  | 249  | 235  | 247  | - |

#### Pyramide des âges
En 2018, le taux de personnes d'un âge inférieur à 30 ans s'élève à 23,4 %, soit en dessous de la moyenne départementale (33,6 %). À l'inverse, le taux de personnes d'âge supérieur à 60 ans est de 31,9 % la même année, alors qu'il est de 26,7 % au niveau départemental.
En 2018, la commune comptait 121 hommes pour 113 femmes, soit un taux de 51,71 % d'hommes, largement supérieur au taux départemental (48,96 %).
Les pyramides des âges de la commune et du département s'établissent comme suit.
| Hommes | Classe d’âge | Femmes |
| ------ | ------------ | ------ |
| 0,8    | 90 ou +      | 1,8    |
| 4,1    | 75-89 ans    | 6,2    |
| 25,4   | 60-74 ans    | 25,7   |
| 22,1   | 45-59 ans    | 26,5   |
| 25,4   | 30-44 ans    | 15,0   |
| 7,4    | 15-29 ans    | 15,9   |
| 14,8   | 0-14 ans     | 8,8    |

| Hommes | Classe d’âge | Femmes |
| ------ | ------------ | ------ |
| 0,7    | 90 ou +      | 2      |
| 7,2    | 75-89 ans    | 9,9    |
| 17,1   | 60-74 ans    | 18     |
| 21,1   | 45-59 ans    | 20,4   |
| 18,9   | 30-44 ans    | 18,4   |
| 17,2   | 15-29 ans    | 15,1   |
| 17,7   | 0-14 ans     | 16,2   |

#### Ménages
En 2019, le nombre total de familles à Aiguebelette-le-Lac est de 69. Ces ménages ne sont pas tous égaux en nombre d'individus. Certains de ces ménages comportent une personne, d'autres deux, trois, quatre, cinq voire plus de six personnes. Voici ci-dessous, les données en pourcentage de la répartition de ces ménages par rapport au nombre total de ménages.
| Ménages de :                | 1 personne | 2 pers. | 3 pers. | 4 pers. | 5 pers. | 6 pers. ou + |
| --------------------------- | ---------- | ------- | ------- | ------- | ------- | ------------ |
| Aiguebelette-le-Lac         | 36,8 %     | 32,2 %  | 14,9 %  | 9,2 %   | 6,9 %   | 0 %          |
| Moyenne Nationale           | 31 %       | 31,1 %  | 16,2 %  | 13,8 %  | 5,5 %   | 2,4 %        |
| Sources des données : INSEE |            |         |         |         |         |              |

### Enseignement
La commune relève de l'académie de Grenoble.

### Manifestations culturelles et festivités
De nombreux évènements et manifestations culturelles ont lieu sur la commune, tels que :
- le 15 août : Fête de la Gabellane .

### Santé
Les hôpitaux les plus proches se situent à environ 18 kilomètres sur la commune de Chambéry : l'Hôpital de Chambéry et le Centre Hospitalier Spécialisé de la Savoie.

### Sports
Grâce à la présence du lac d'Aiguebelette, de nombreux sports nautiques sont pratiqués. Bien que les bateaux à moteurs thermiques y soient interdits, il n'est pas rare de rencontrer des clubs d'aviron, des pêcheurs... La natation y est également pratiquée.

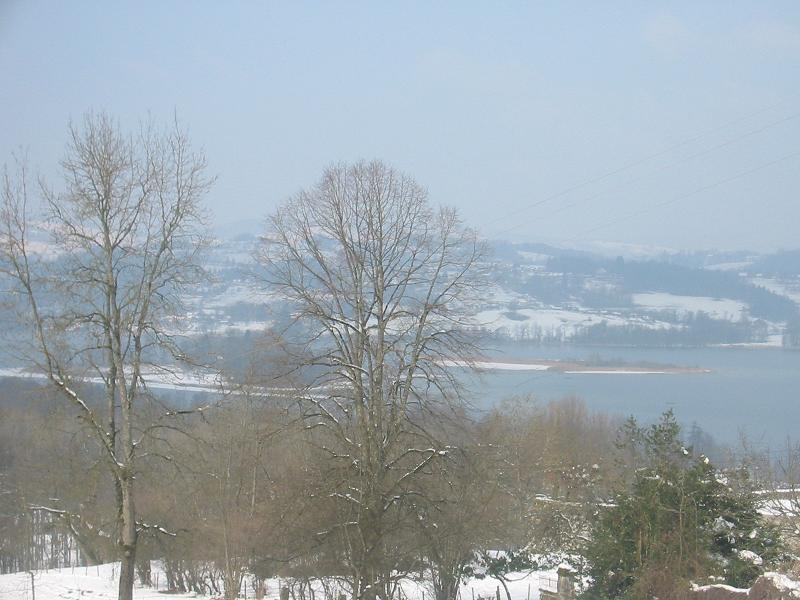
Le lac en hiver.

### Médias
La chaîne de télévision locale TV8 Mont-Blanc diffuse des émissions sur les pays de Savoie, notamment l'émission « La Place du village ». France 3 et sa station régionale France 3 Alpes, peuvent parfois relater les faits de vie de la commune. La commune est couverte par des antennes locales de radios dont France Bleu Pays de Savoie. Le studio de la radio d'autoroute disparue Rhôn'Alpes 1 était basé à Aiguebelette-le-Lac.
La presse écrite locale est représentée par des titres comme Le Dauphiné libéré.

## Économie
Le commune fait partie de l'aire géographique de production et transformation du « Bois de Chartreuse », la première AOC de la filière Bois en France,.

### Revenus de la population et fiscalité
Le revenu moyen par ménage à Aiguebelette est légèrement en dessous de la moyenne nationale : 14 772 €/an (moyenne nationale = 15 027 €/an).

### Emploi
|                     | Actifs | Retraités | Jeunes scolarisés | Autres personnes sans activité |
| ------------------- | ------ | --------- | ----------------- | ------------------------------ |
| Aiguebelette-le-Lac | 54,5 % | 19 %      | 19,6 %            | 6,9 %                          |
| Moyenne nationale   | 45,2 % | 18,2 %    | 25 %              | 11,6 %                         |

|                     | Agriculteurs | Artisans, commerçants, chefs d'entreprise | Cadres, professions intellectuelles | Professions intermédiaires | Employés | Ouvriers |
| ------------------- | ------------ | ----------------------------------------- | ----------------------------------- | -------------------------- | -------- | -------- |
| Aiguebelette-le-Lac | 0 %          | 22,2 %                                    | 18,5 %                              | 29,6 %                     | 11,1 %   | 18,5 %   |
| Moyenne nationale   | 2,4 %        | 6,4 %                                     | 12,1 %                              | 22,1 %                     | 29,9 %   | 27,1 %   |

### Entreprises de l'agglomération
- Entreprise d'électricité.

### Commerces
- Hôtel ;
- Restaurants.

### Tourisme
Les hébergements se répartissent comme suit : 9 meublés ; un hôtel et deux structures d'hôtellerie de plein air.

## Culture locale et patrimoine

### Lieux et monuments

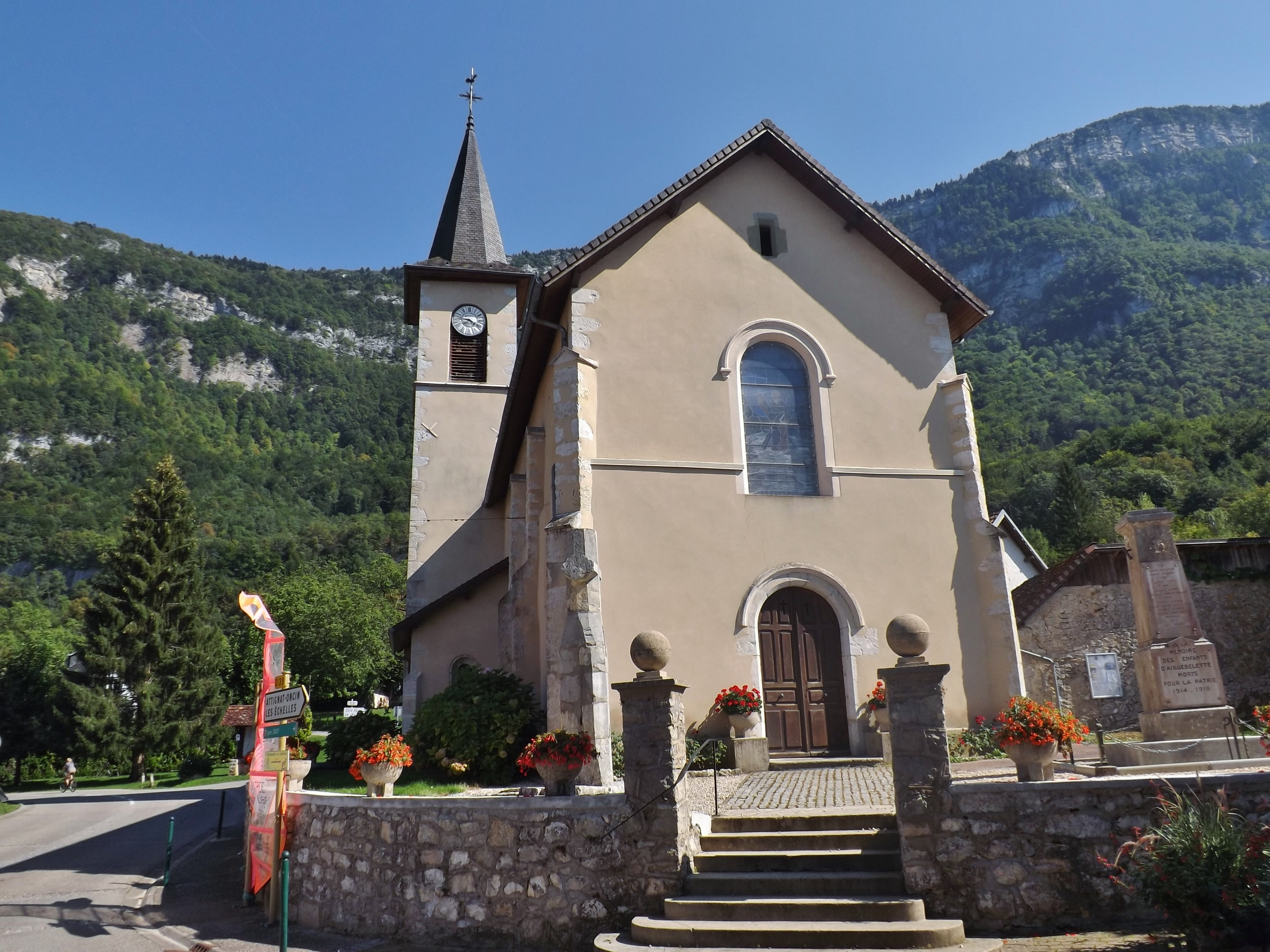
Église située au chef-lieu.

- Château d'Aiguebelette ; ancien château fort, du début du XIVe siècle, dont les vestiges se dressent au bourg. Son esplanade servit de terrasse à l'ancien chalet-hôtel Bellevue. Le château fut le centre de la seigneurie d'Aiguebelette, érigée en baronnie en 1624 ;
- Vestiges du bourg fortifié ; du bourg fortifié subsiste notamment une porte de l'ancienne enceinte médiéval ;
- Station estivale liée au lac d'Aiguebelette et à la chaîne de l'Épine (randonnées) ;
- Église paroissiale dédiée à saint André, située au chef-lieu de la commune, d'un style proche de l'architecture romane composée d'une nef néogothique et d'une chapelle latérale flamboyante[41], exhaussée et restaurée en 1854[42].

### Héraldique
| Blason d'Aiguebelette-le-Lac | de gueules à la fasce haussée échiquetée d'argent et d'azur de deux tires, accompagnée d'une étoile d'or au chef, au chevron abaissé du même soutenu d'une aigle aussi d'argent |